# Marja-Liisa Kirvesniemi
Marja-Liisa Kirvesniemi, född Hämäläinen, född 10 september 1955 i Simpele, är en finländsk före detta längdskidåkare, främst känd för sina tre individuella guld vid OS i Sarajevo 1984. 

## Karriär
Kirvesniemi tävlade i världscupen mellan åren 1982 och 1994 där det totalt blev 11 segrar. Höjdpunkten i hennes karriär var OS 1984 i Sarajevo där hon tog totalt fyra medaljer varav tre guld. Under karriären blev det dessutom tre VM-guld.
Kirvesniemi är gift med den tidigare längdskidåkaren Harri Kirvesniemi och är mor till Elisa Kirvesniemi.

### Webbkällor
- Marja-Liisa Kirvesniemi på Internationella Skidförbundets webbplats